# 日産・Y51
Y51は、日産自動車が2009年より栃木工場で製造していたセダン型高級乗用車の型式名である。日本仕様の2代目フーガ（2代目三菱・プラウディア）、5代目シーマ（2代目三菱・ディグニティ）、輸出仕様の4代目インフィニティ・M（2014年モデルよりQ70）に用いられていた。

## 概要
2004年にセドリック/グロリアを廃止して発売されたY50型フーガが2009年11月に初めてフルモデルチェンジされ、Y51型となった。当初エンジンにはV6 2.5Lと同3.7Lの2機種が用意され、2010年11月には3.5Lエンジンを搭載するハイブリッドモデルが追加された。フーガハイブリッドは日産として、2000年発売のティーノハイブリッド以来2車種目の、そして同社のFR乗用車としては初のハイブリッドカーとなる。また、ハイブリッド仕様車の追加設定により、V8エンジン搭載車は廃止された。
日本国外では先代に引き続き同社の高級車ブランド「インフィニティ」で2010年3月に3.7L車が「M37」として発売され、2011年にハイブリッドが「M35ハイブリッド」として発売されたが、北米向けモデルにはV8 5.6Lエンジン搭載車である「M56」も用意され、欧州仕様車には「M37」および「M35ハイブリッド」に加えてV6 3.0Lディーゼルエンジン搭載車である「M30d」も用意される。
また、2008年時点でシーマのモデル廃止が決定されており、2009年11月のY51型フーガの発売時には同社の上級車種である4代目、F50型シーマおよび3代目、F50型プレジデントの次期型の開発が凍結されていたため、Y51型フーガは日産のフラッグシップモデルとして開発され、発売当時はシーマ、プレジデントともに併売されていたものの、広告やカタログなどでは当初からフーガが「フラッグシップ」と称されていた。その後、2010年8月にシーマ・プレジデント両車が生産終了になったため、それ以降はフーガが正式に日本市場におけるフラッグシップモデルとなった。しかし、2010年5月にシーマの廃止が公式発表された際には、客から日産にシーマの廃止を惜しむ声が多く届き、営業部門からの要請もあって、F50型シーマの生産終了からおよそ1年半後の2012年5月にはブランドイメージ向上を目的にフーガハイブリッドをベースにホイールベースを延長したハイブリッド専用車として5代目、Y51型シーマが発売された。
また、2012年7月26日には2005年のディアマンテの生産終了以来高級セダンが消滅していた三菱自動車工業にフーガが「プラウディア」として、シーマが「ディグニティ」としてそれぞれOEM供給され、発売している。
三菱プラウディアとディグニティに関しては2016年に生産・販売を終了している。

## メカニズム

### パワートレイン
日本仕様車のフーガのエンジンにはV型6気筒 2.5Lおよび3.7Lが設定される。2.5Lエンジンについては先代と同じVQ25HR型が採用されるが、最高出力が向上し、一方で最大トルクは低下している。併せて燃費性能を向上した。3Lクラスのモデルとしては、先代フーガでは3.5LのVQ35HR型が採用されたが、モデルチェンジにより200cc排気量が増加され、3.7L VQ37VHR型となった。そのため最高出力・最大トルクともに向上したが、一方ではVVELの採用により、燃費性能は先代よりも向上した。
燃費向上に関しては、スピーカーからエンジンのこもり音と逆位相の制御音を発生してこもり音を低減する新技術の「アクティブ・ノイズ・コントロール」システムの採用により、低回転域のエンジンのロックアップ領域を拡大することが可能となった事も貢献している。なお、シーマのアクティブ・ノイズ・コントロールはより後席を重視した仕様となっている。
北米仕様車にはVQ37VHR型エンジン搭載車のほかに、V型8気筒 5.6LのVK56VD型直噴VVELエンジンを搭載したM56が、欧州仕様車には同じく3.7L車のほかにV6 3.0L V9X型ディーゼルエンジンを搭載したM30dが用意される。
さらに全車にドライブモードセレクターが設定され、「STANDARD」、「SPORT」、「ECO」、「SNOW」の4モードが走行状況により選択でき、それぞれ平常時、スポーティな走行、エコドライブ、雪道に適した制御がパワートレインやVDC、4WASなどに行われる。
トランスミッションは先代の5速ATに代わり、全車ジヤトコ製JR710E/JR711E型マニュアルモード付フルレンジ電子制御7速ATが採用される。
| エンジン  | 最高出力                | 最大トルク                         |
| --------- | ----------------------- | ---------------------------------- |
| VQ25HR型  | 165kW (225PS) /6,400rpm | 258N·m (26.3kgf·m) /4,800rpm       |
| VQ37VHR型 | 245kW (333PS) /7,000rpm | 363N·m (37.0kgf·m) /5,200rpm       |
| VQ35HR型  | 225kW (306PS) /6,800rpm | 350N·m (35.7kgf·m) /5,000rpm       |
| VK56VD型  | 313kW (426PS) /6,000rpm | 565N·m (57.7kgf·m) /4,400rpm       |
| V9X型     | 175kW (238PS) /1,750rpm | 550N·m (56.1kgf·m) /1,750-2,500rpm |
| モーター  | 最高出力                | 最大トルク                         |
| HM34型    | 50kW (68PS)             | 290N·m (29.6kgf·m)                 |

#### ハイブリッドシステム

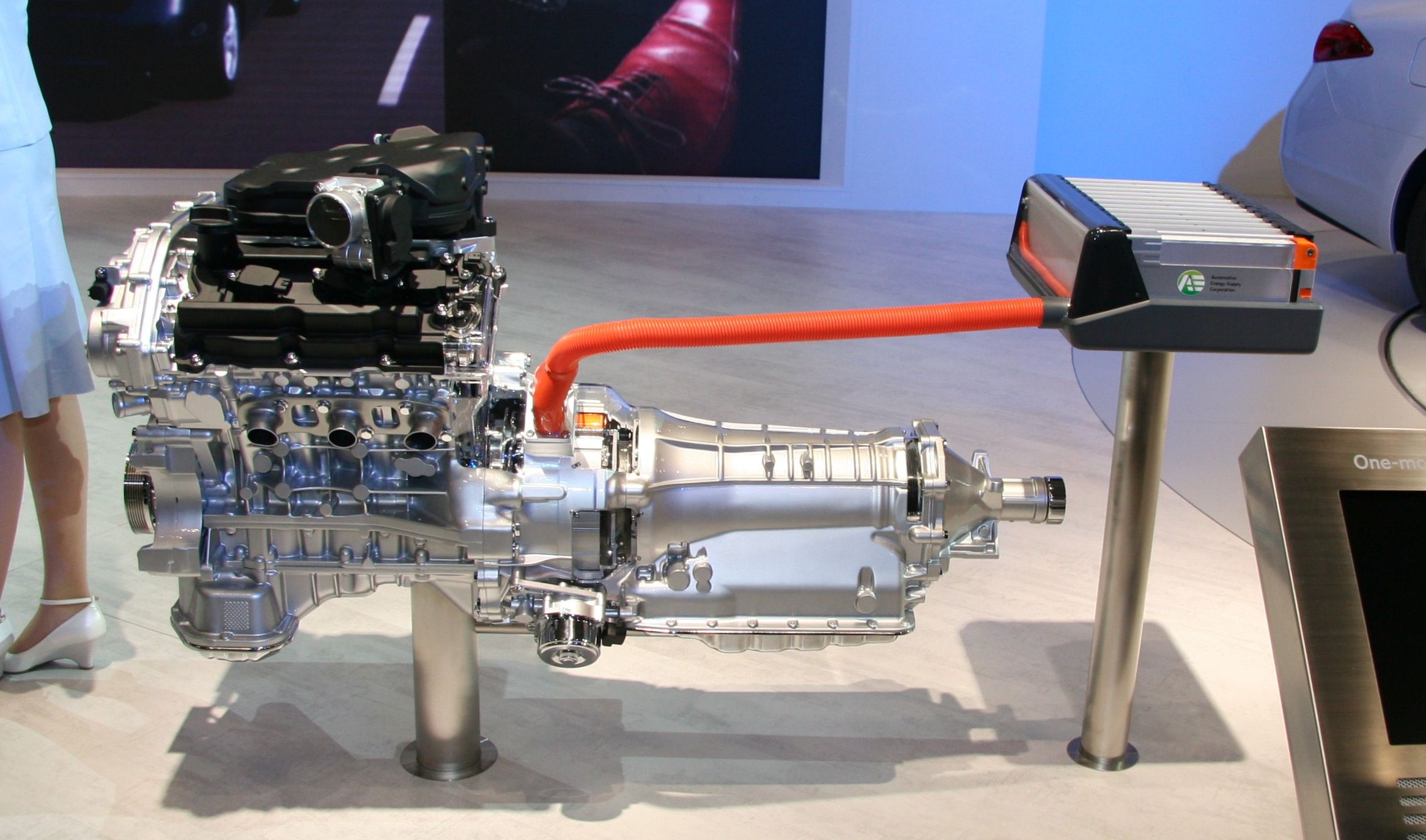
ハイブリッドシステム
左がパワートレイン、右がリチウムイオンバッテリー

フーガハイブリッド（インフィニティ・M35h）およびシーマに採用されるハイブリッドシステムは、車両前方から、エンジン、乾式単板クラッチ、モーター（電動機）1基、遊星歯車式トランスミッション、湿式多板クラッチの順で配置したパラレル方式である。搭載されるモーターの出力は50 kWで、モーターのみでEV走行のできるフルハイブリッド（ストロングハイブリッド）車でもある。
バッテリーには同社とNECの合弁企業であるオートモーティブエナジーサプライにより製造される1.3 kWhのリチウムイオンバッテリーが採用される。耐用年数は最悪条件下において10年/24万kmを見込んでいるという。バッテリーは後席後方に配置されるため、トランクのスペースは標準車よりも小さくなり、標準車には採用されるトランクスルー機構は採用されない。
エンジンには先代フーガの後期型にも採用されたV6 3.5 L VQ35HR型エンジンをアトキンソンサイクル化したものが搭載される。なお、「370GT」系および「370VIP」に搭載されるVQ37VHR型ではなく旧型に搭載されたVQ35HR型エンジンが搭載されたのは5,000 rpmで最大トルクを発揮するVQ35HR型のトルク特性のためである。トランスミッションにはコンバータハウジング内にモーターとクラッチが収められるガソリン車用の7速ATをベースとした非トルコン式のJR712E型7速ATが採用される。トランスミッションのトルコンレス化によりトルコンによるエネルギーロスをなくし燃費を10 %向上させており、トルコンを搭載しない代わりに高度なモーターの制御を行って車両後方のクラッチの繋ぎ離しを行うことで変速時のショックを和らげている。
搭載されるHM34型モーターは神奈川県の横浜工場で製造される。また、インバータの生産は座間事業所において、バッテリーの生産は同事業所内のオートモーティブエナジーサプライにおいて行われ、ハイブリッドシステムの中核となる部品は日本市場向けのリーフ同様に神奈川県内で生産される。
パワーステアリングには世界で初めて操舵時のみにモーターが駆動する「電動油圧式電子制御パワーステアリング」が採用され、電動パワステの利点である燃費向上への有効性と油圧パワステの利点である滑らかな操舵感を両立し、燃費を2 %向上している。
2019年12月の仕様変更でWLTCモードによる排出ガス並びに燃料消費率に対応し、ガソリン車・ハイブリッド車問わず全車で「平成30年排出ガス基準50%低減レベル（☆☆☆☆）」を取得するとともに、ハイブリッド車は燃料消費率が12.8 km/Lで、「2020年度燃費基準+20%」を達成している。
また、2011年（平成23年）9月21日には北米仕様車のM35ハイブリッドが0 - 400 m加速13秒9031を記録し、「フルハイブリッド車の世界最速0 - 400 m加速記録」としてギネス世界記録に認定された。

ハイブリッドシステムのイメージ図
青: バッテリー、黄: インバータ、緑: モーター、紫: クラッチ
低速時は車両後方のクラッチのみをつなぎ、エンジンを始動せずにモーターのみでの駆動を行う。加速時は車両前部のクラッチもつながれ、エンジンが始動し、エンジンのみでの加速を行うが、急加速時にはモーターによる補助も行われる。また、通常走行時にもアクセルが緩められた際にはモーターのみでの駆動を行うことで燃費の向上が図られている。バッテリーの充電はエンジン稼働時および減速時（減速エネルギー回生）に行われる。

### ボディ・シャシ
プラットフォームには初代フーガと共通のEプラットフォームが採用されるが、V36型スカイラインセダンのものをベースに後部フロアが新設計されている。ボディ全体の剛性については評価の高かった先代フーガと同等とし、加えてフロントサスペンション周辺の局部剛性を55%、リアサスペンション周辺の局部剛性を25%向上している。
先代フーガでは軽量化のためにトランクフードにはアルミ合金が採用されていたが、このモデルでは空力性能への配慮からアルミでは実現できないほどの複雑な面構成となったためにスチールパネルが採用されている。なお、ドアおよびエンジンフードについては先代同様アルミ合金を採用し、加えて構造の合理化を行うことによりボディの重量増は防がれている。
フロントサスペンションは先代フーガと同一のものが使用されるが、改良が施され、軽量化・高剛性化がなされている。リアサスペンションについてはキャンバー剛性・音振性能の向上のため、完全に新設計されている。また、「Type S」に装備されるスポーツチューンドサスペンションと、「Type P」、「VIP」、ハイブリッドVIPパッケージおよびシーマハイブリッドに標準装備、「Type S」を除くFR系全グレードにオプション設定されるコンフォートサスペンション、そしてハイブリッド標準車のサスペンションには、微小な振動を吸収することを可能とした新開発のカヤバ工業製ダブルピストンショックアブソーバーが採用された。また、シーマのコンフォートサスペンションには専用のチューニングが施されている。なお、ダブルピストンショックアブソーバー非装着車には先代フーガ同様、日立との共同開発のデュアルフローパスショックアブソーバーが採用される。
2015年2月のビッグマイナーチェンジでは、ショックアブソーバー内部の広応答リップルコントロール形状を変更し、微小ストローク時のシールとピストンロッド間の摩擦抵抗を安定化させたことで、小刻みな振動や、うねりのある路面での上下ショックを低減した。また、ボディには遮音材・吸音材・制振材を追加したことで市街地走行時のロードノイズを遮断し、高速走行時の遮音性を向上した。
フーガでは250km/hでの操縦性まで考慮した設計がなされているが、シーマでは日本の現実的な速度域での乗り心地や静粛性を重視し、静粛性に関しては、各部の穴塞ぎなどフーガよりも徹底した騒音対策を行なっている。また、フロアトンネル補強により、ホイールベースを延長しながらも、フーガと同等の曲げ剛性としている。シーマには専用設計のダンロップ製低騒音タイヤが装着されるが、これはフーガ用のタイヤをベースとしており、サイドウォール剛性確保のための補強を省略して操縦性よりもNVH性能に重きをおいた設計となっている。
また先代フーガの「Type S」にはリアアクティブステアが採用されていたが、モデルチェンジを機にV36型スカイラインセダンから採用されている4輪アクティブステアに変更された。

## デザイン

### エクステリア
外装については2009年に発表されたコンセプトカー、インフィニティ・エッセンスのデザインが一部取り入れられている。また、それまでV36型スカイラインセダン・クーペに採用されていた、ヘッドランプの位置をエンジンフードから離すというデザイン手法もとっている。
また先代フーガではセダンとしては全高が高く、それにより室内高を大きくとっていたが、エクステリアデザインでは若干の幅狭感が指摘されていたため、このフルモデルチェンジで全高を低く、全幅を大きくしている。ただし左右のドアミラー間の距離は変更されていないため、取り回し性の悪化は防いでいる。またAピラー位置を先代よりも50mm後退させることにより、ロングノーズなスタイリングとしている。
エアロダイナミクスでは、先代フーガのCd値が0.28、フロントゼロリフトであったのに対し、Y51型では大幅に向上し、HGY51型シーマも含めCd値をクラストップレベルの0.26とし、フロント・リアゼロリフトを達成している。
2015年2月のビッグマイナーチェンジではエクステリアが大幅に刷新され、フロントグリルはウェーブメッシュパターンを新たに採用し、ヘッドライトはLED化してLEDポジショニングランプを内蔵。リアコンビネーションランプはヘッドランプと同じ特徴的なシグネチャーを用いてLED化された。18インチアルミホイールは新デザインに変更したほか、バンパー（フロント/リア）やトランクリッドの形状を変え、フロントバンパーにはクロームの縁取りをあしらったLEDターンランプとLEDフォグランプを組み込ませた（「370GT Type S」はワイド&ローのプロポーションを際立たせる専用エアロバンパーを装備）。また、フロントとリアに装着されていた日産CIのエンブレムに替わり、V37型スカイラインで採用されているインフィニティバッジがフロントに装着され、リアライセンスガーニッシュ上部には車名ロゴが刻印された。ハイブリッド車は2009年販売型で装着されていた「PURE DRIVE/HYBRID」エンブレムが廃止され、左右フェンダーは2012年6月まで用いられていた「HYBRID」エンブレムに戻された。同年12月の一部仕様向上では、インフィニティバッジがリア側にも装着された。2019年12月の仕様向上でフロントとリアに装着されていたインフィニティバッチから約4年10ヶ月ぶりに日産CIのエンブレムに戻された。
HGY51型シーマでは、Y51型フーガから150mmホイールベースが延長されており、外装ではフロントバンパー・グリルのデザインが変更されているほか、リアではナンバー周りにモールディングが装着されており、フロントオーバーハングがY51型フーガより約25mm延長されているため、車両全高・全幅はフーガと変わらないものの、全長は175mm延長されている。日産ではインフィニティ系のモデルを中心に上下のモールがアーチを描くダブルアーチフロントグリルを採用しており、Y51型フーガでものそのデザインがとられているが、シーマらしさを表現するため、HGY51型では太いモールで周囲を囲った独特のデザインのフロントグリルとしている。ホイールベースの延長幅が150mmとなったのは日産栃木工場で生産できる限界であるためである。また、装着する18インチホイールのデザインはフーガのものから変更されている。
Y51型プラウディア/ディグニティのエクステリアデザインはロゴ以外はそれぞれ基本的にベース車であるフーガおよびシーマに準じるが、フロントグリルはいずれも横桟のものから縦桟のものに変更されている。また、インフィニティ・Mロングのホイールはシーマのそれと共通であるが、基本的なエクステリアデザインはシーマではなく標準ボディのインフィニティ・M、すなわちフーガのものに準ずる。

### インテリア
インテリアデザインについてもエクステリア同様、曲面が多く使用されている。室内のパッケージングは先代フーガとほぼ同じではあるが、フィニッシャーからピアノ調が廃止され、フーガについては全車木目調またはセミアニリン本革シート選択時のみに採用される新設定の純銀本木目、シーマについては本木目または純銀本木目となった。
また、先代フーガではV36/J50型スカイラインシリーズや輸出向けインフィニティ・FXなどと共通であったアナログ時計を含め、スイッチ類はすべてデザインが変更され、配置も一部変更された。
室内空間については、フーガのホイールベースが先代と同一の2,900mmとなり、先代でも1クラス上のFセグメント車を凌いだ後席の室内空間を維持しつつ、前席ヒップポイントの見直しなどにより居住性をさらに向上している。室内空間はクラストップレベルであり、有効室内長については発売時点でクラストップを誇る。また、前後席ヘッドルームおよび前後席ニールームでもトヨタ・クラウンやレクサス・GS、BMW・5シリーズなどのモデルを凌いでいる。シーマのホイールベースは先代モデルから180mm、ベースとなったY51型フーガから150mm延長されており、後席ニールームは825mmとなり、Y50型フーガにも室内空間で劣っていた先代シーマから向上させているだけでなく、F40型レクサス・LSのロングホイールベースモデルよりも55mm長い。

## ラインアップ

### フーガ
2.5Lの「250GT」系に「250GT」、「250GT Type P」、「250GT A Package」が、3.7Lの「370GT」系に「370GT」、「370GT FOUR」、「370GT FOUR A Package」、「370GT Type S」が用意され、新たに「370VIP」も加えられた。ハイブリッドにはベースグレードのほか、「VIP」、「A Package（2011年12月追加）」も用意される。「Type S」には専用の20インチアルミホイールとブリヂストン製、POTENZA RE050A 245/40タイヤが、その他のグレードには18インチアルミホイールとダンロップ製 SP SPORT MAXX TT 245/50タイヤが装着される。18インチホイールのデザインは全車共通であるが、ハイブリッドのホイールにはクロームカラーコートが施される。
グレード内容は廃止されたV8モデルと追加されたハイブリッドモデルを除いて先代とほぼ同一であるが、新たに廉価モデルのAパッケージを追加することにより、先代では各種装備が省略されていたベースグレードの「250GT」と四輪駆動モデルの装備内容充実が図られている。また、最上級グレードは「370VIP」となり、ハイブリッドを除いては唯一「GT」を冠さないモデルとなっていたが、2012年6月の仕様変更で「250GT Type P」が「250VIP」に改称された。
新規設定された廉価モデルのAパッケージには、電動チルト・テレスコピックステアリングや助手席パワーオットマン機構などの装備が省略されているが、それでもHDDナビや本革巻ステアリングなどの高級車の基本装備は標準装備である。
スポーティグレードの「Type S」には専用フロントバンパー、ヘッドランプインナースモークメッキ、20インチアルミホイールが装着され先代同様専用の外装となり、スポーツチューンドサスペンション、4WASおよび曙ブレーキ工業製4輪アルミキャリパー対向ピストンブレーキなどが装備される。
VIP系グレード（「250VIP」・「370VIP」・「HYBRID VIP」）には後席パワーシートや前席エアコンディショニングシート・後席ヒーター付シート、コンフォートサスペンションなどが装備された。ただし先代のタイプPにオプション設定された後席用モニターは廃止されている。また、リアピラーにVIPエンブレムが装着され、「370VIP」および「HYBRID VIP」には各種安全装備などが標準設定されている。なお、「370VIP」にはトランク部分のグレード表示はなされず、四輪駆動車には先代では装着されなかった「FOUR」エンブレムがトランク部の「370GT」の表記の下に装着される。
2012年6月に一部仕様向上を行い、トランクオートクロージャーと助手席コントロールスイッチ（後者は「A Package」を除く）を追加。フーガの18インチアルミホイール装着車はフーガハイブリッドと同じクロームカラーコートに変更。フーガハイブリッドはリアに装着されている「PURE DRIVE」エンブレムとサイドフェンダーの「HYBRID」エンブレムを後述のHGY51型シーマと同デザインのものに変更した。
2013年7月にはフーガハイブリッドの一部改良を行い、モーターの最大トルクを20N・m（2.1kgf・m）向上するなどハイブリッドシステム等を改良。これにより、EV領域を拡大したことでJC08モード燃費を1.4km/L向上するとともに、動力性能も向上された。
2015年2月のビッグマイナーチェンジでは前述のエクステリアデザインの大幅刷新に加え、V37型スカイラインでも採用されているPFCW（前方衝突予測警報）、エマージェンシーブレーキ（自動ブレーキ）、BSW（後側方車両検知警報）/BSI（後側方衝突防止支援システム）、BCI（後退時衝突防止支援システム）の4つの全方位運転支援システムをAパッケージ系グレード（「250GT Aパッケージ」・「370GT FOUR Aパッケージ」・「HYBRID Aパッケージ」）を除く全グレードに標準装備。さらに、アラウンドビューモニターはMOD（移動物検知）機能と駐車ガイド機能を追加した改良型をAパッケージ系を含む全グレードに標準装備した。「370VIP」と「HYBRID VIP」はリアシート形状を変更した。
同年12月の一部仕様向上では、グレード体系の見直しによりAパッケージ系グレードを廃止したことで、エマージェンシーブレーキが全車標準装備となった。一部仕様向上に合わせて発売された特別仕様車「クール エクスクルーシブ」はVIP系グレード（「250VIP」・「370VIP」・「HYBRID VIP」）を除くすべてのグレードをベースに、ストーンホワイトの本革シートと専用コンソールリッド、ハイコントラストカラーの専用ドアトリムを採用し、前席にはエアコンディションニングシートとシートバックグリップベルトを追加した専用インテリア「専用ストーンホワイト ハイコントラストインテリア」を装備するとともに、外観にはピアノブラック塗装にガラスフレークで艶を持たせたミッドナイトブラックグリルを装備。さらに、BOSEサラウンド・サウンドシステムも特別装備した。
2017年11月の仕様向上では、フロントガラス・フロントドアガラス・リアドアガラスを遮音ガラスに変更した。
2019年12月の仕様向上では、エマージェンシーブレーキが静止した歩行者への検知にも対応したインテリジェント エマージェンシーブレーキに、PFCWは2台前の車両の検知にも対応したインテリジェント FCWへそれぞれ機能強化されたほか、「Aパッケージ」を除くグレードに装備されているBSI・BCIはインテリジェント BSI・インテリジェント BUIとなった。併せて、踏み間違い衝突防止アシスト、ハイビームアシスト、インテリジェント クルーズコントロール、ECOペダルを全車に標準装備した。また、これと同時に前後のエンブレムが4年ぶりに「インフィニティ」マークから「日産」マークに回帰となった。

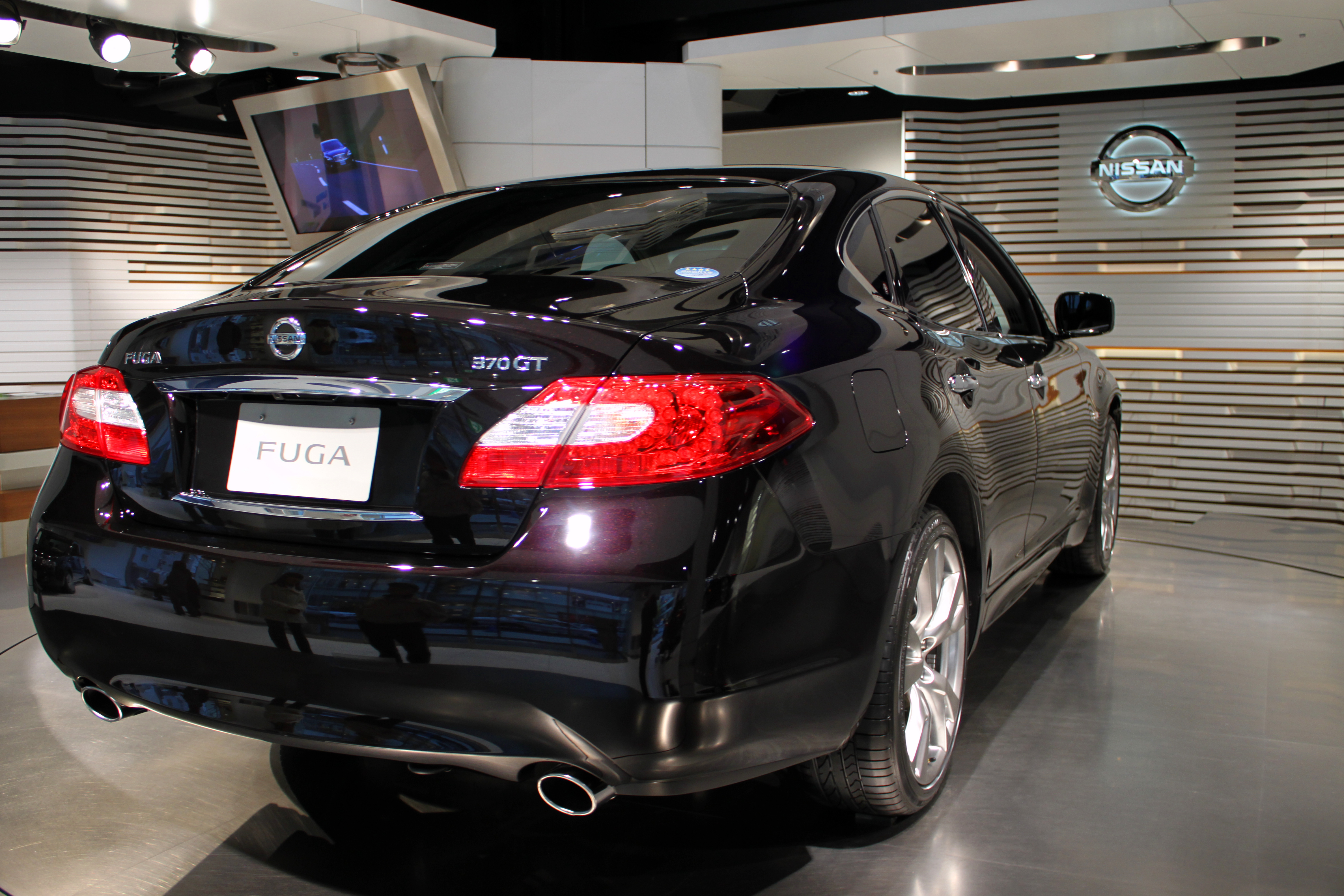
370GT Type S（2009年販売型、リア）
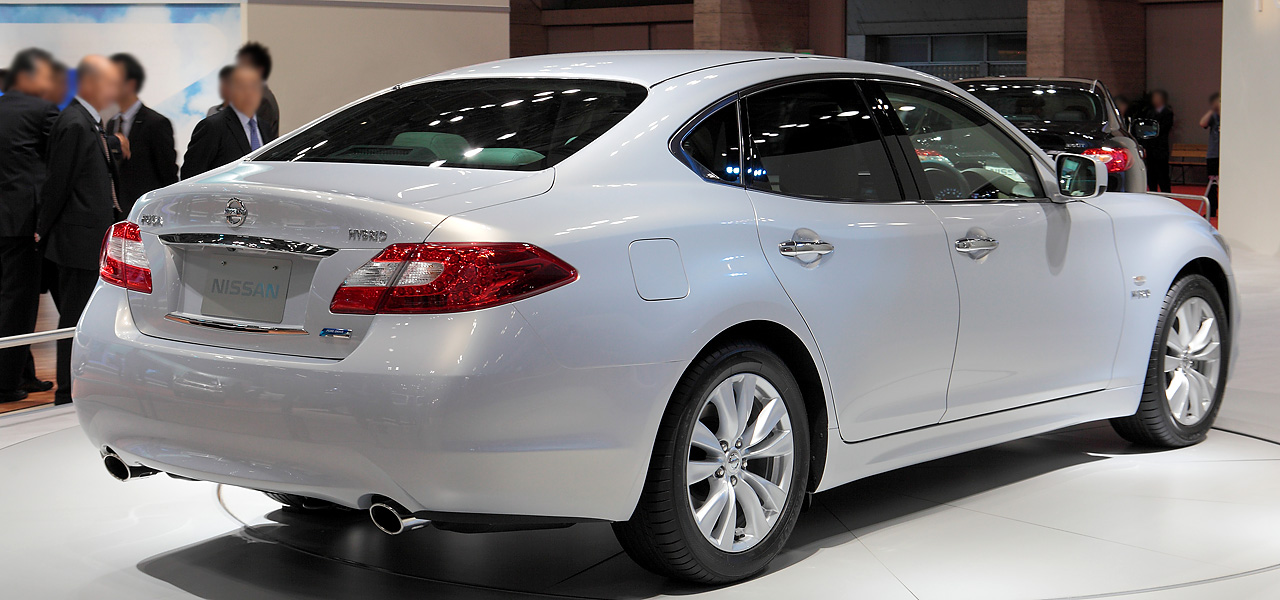
ハイブリッド（2009年販売型、リア）
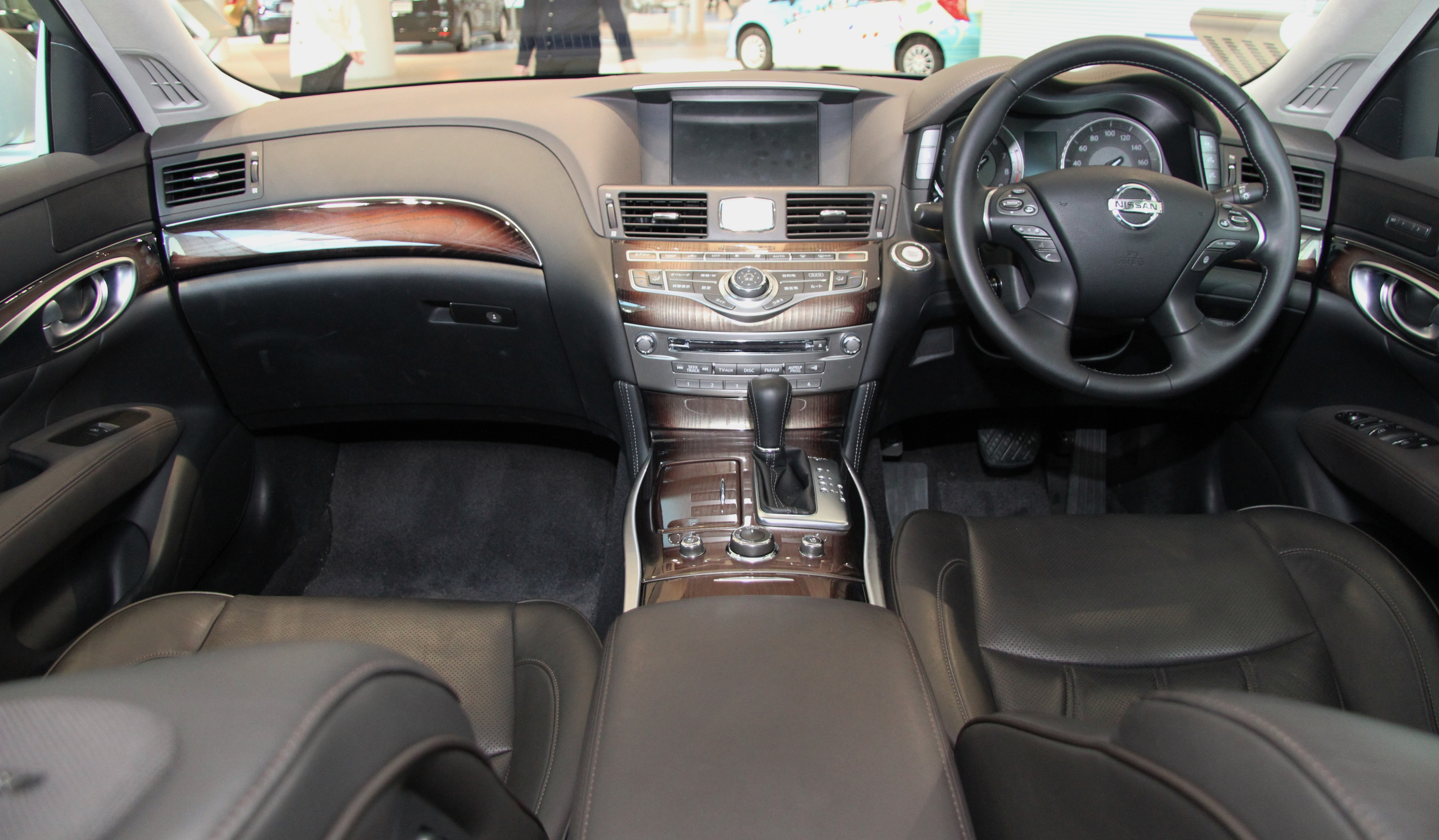
室内（2009年販売型）

### インフィニティ・M→Q70
2010年3月18日に北米市場でY51型フーガの輸出仕様であるインフィニティ・M37およびM56が発売された。M37には日本仕様車のフーガにも搭載されるVQ37VHR型エンジンが搭載され、M56にはV8 5.6LのVK56VD型エンジンが搭載される。ベースグレードのM37およびM56に加え、日本仕様車の「タイプS」に相当するM37SおよびM56S、4WDモデルのM37xおよびM56xがラインアップされた。また、2011年春にはハイブリッドモデルのM35ハイブリッドが北米で発売された。
2010年7月には欧州市場においてM37が発売された。これがMの欧州初投入であり、欧州においてはFRのみがラインアップされる。2010年10月には欧州で3.0L V9X型ディーゼルエンジンを搭載したM30dが、2011年3月にはハイブリッドモデルのM35hが発売された。M37およびM30dにはセミアニリンシートなどを装備した「GT」および日本仕様車の「タイプS」に相当する「S」が用意され、M35hにはGTのみが用意される。
2012年4月の北京モーターショーでは、中国専用モデルであるストレッチ仕様のM35hLが発表された（LはLongを意味する）。これは同月25日に日本で発表された「シーマ（ハイブリッド）」のインフィニティ版にあたる。また、中国仕様車には2.5Lエンジンを搭載したロングホイールモデルのM25Lも用意される。
なお、2014年モデルより順次「Q70」に改名される。

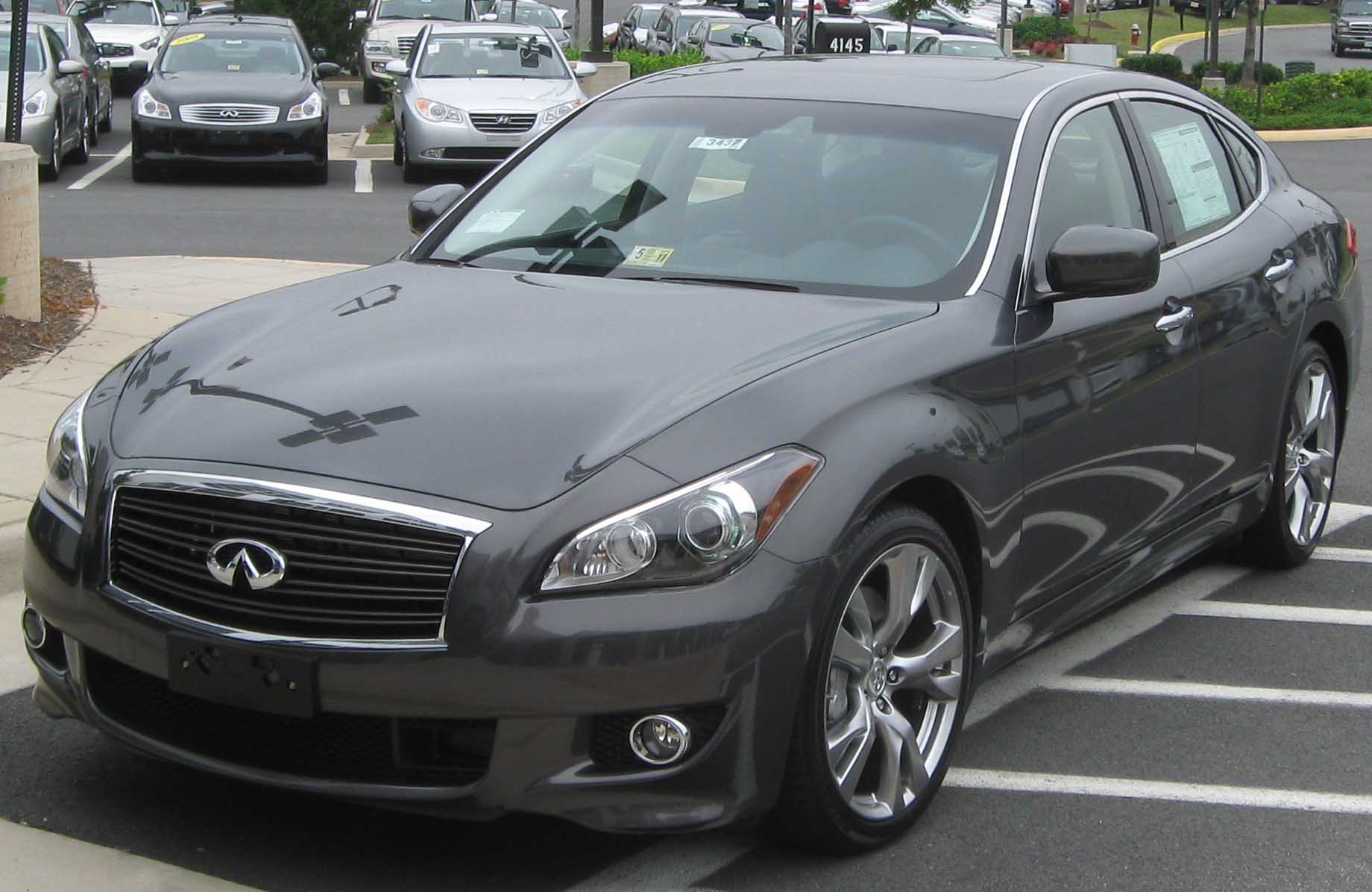
インフィニティ・M56S
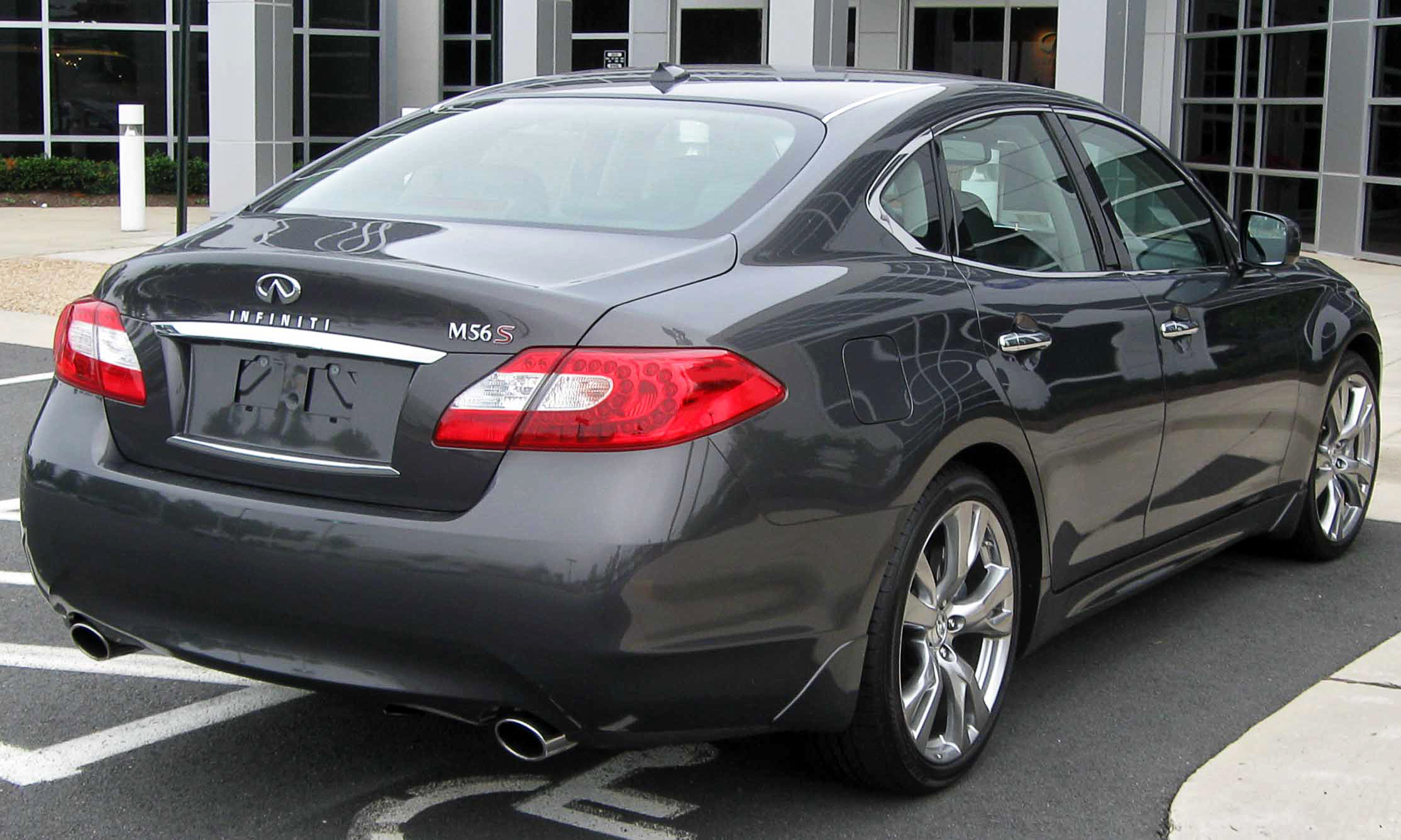
インフィニティ・M56S リア
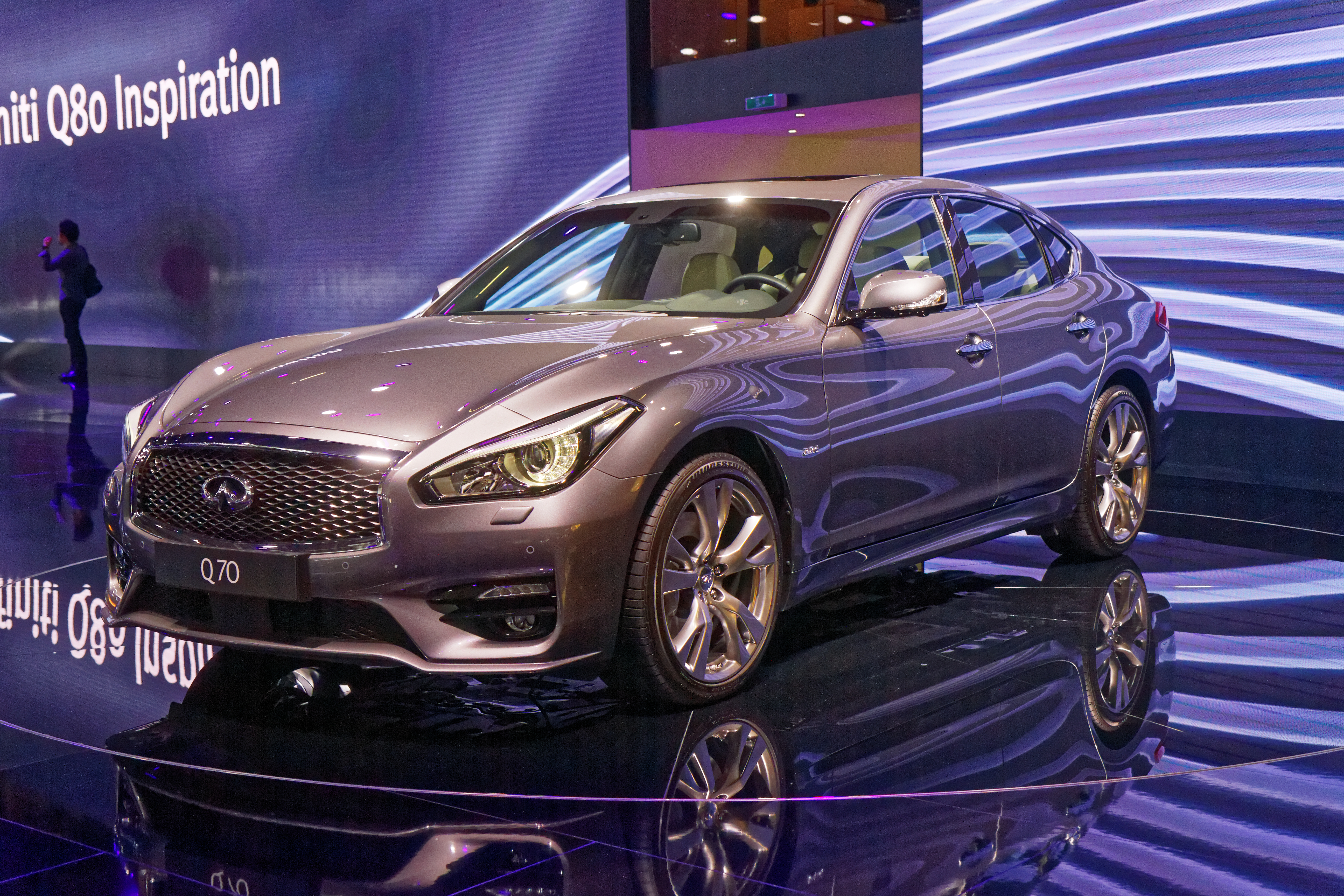
Q70S
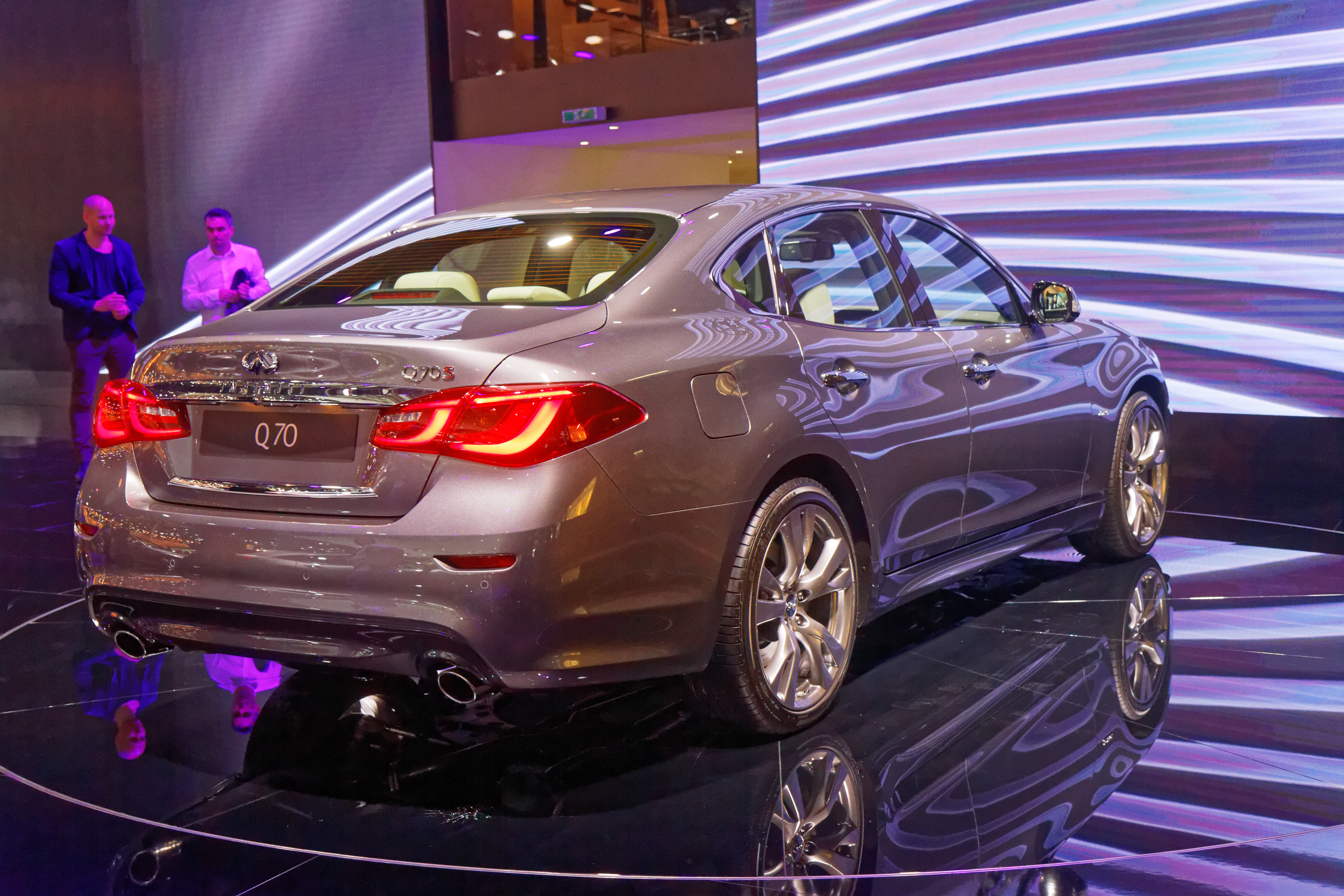
Q70S リア

### シーマ
シーマには3.5L VQ35HRエンジンを搭載するハイブリッドモデルのみが用意され、駆動方式は全車FRとなる。グレードにはベースグレードの「ハイブリッド」、「ハイブリッド VIP」、そして最上級グレードの「ハイブリッド VIP G」の3グレードが用意される。上級グレードの「VIP」および「VIP G」にはセミアニリン本革シートや後席パワーシート、VIPエンブレムなどが標準装備され、最上級グレードの「VIP G」には後席用ヘッドレストモニターなどがさらに装備される。
シーマには2代目以降、先代のF50型までV8エンジン搭載車がラインアップされており、またベースとなったフーガの北米仕様車には5.6L V8エンジンを搭載した「M56」がラインアップされているが、Y51型シーマの商品企画を担当した日産自動車の笹岡正吾は、走りは新しい技術でカバーし、V8を搭載することは考えていないと語っている。
全車に切削光輝タイプの18インチアルミホイールと245/50吸音タイヤが装着される。
なお、シーマはフーガ ハイブリッド同様に日産が展開するエンジン進化型エコカー「PURE DRIVE（ピュアドライブ）」の車種となっていたため、リア下側に「PURE DRIVE」エンブレムが装着されているが、エクストレイル「20GT」と同様のデザインである「PURE DRIVE / HYBRID」エンブレムとなっている。また、左右フェンダーに装着の「HYBRID」エンブレムも左上に「PURE DRIVE」ロゴが入った仕様となった。2017年6月のマイナーチェンジで「PURE DRIVE」エンブレムが廃止され、フーガ同様に左右フェンダーに装着された「HYBRID」エンブレムのみとなった。

### プラウディア/ディグニティ
三菱自動車工業から2012年7月にY51型フーガのOEMモデルである2代目「プラウディア」、およびHGY51型シーマのOEMモデルである2代目「ディグニティ」が発売される。フーガハイブリッドやスポーティグレードのフーガ「Type S」は供給されず、プラウディアには2.5Lモデルと3.7Lモデルのみが用意される。
プラウディアにはフーガの「250GT Aパッケージ」に相当する「250」、「370GT FOUR」に相当する「370 4WD」、そしてそれぞれフーガの同名のグレードに相当する「250VIP」および「370VIP」がラインアップされ、ディグニティにはシーマの「VIP G」に相当する「VIP」のみが用意される。フロントとリアのNISSANロゴバッヂがスリーダイヤに変わっているので日産2車と見分けやすいが、三菱2車はともに数は少ない。

## 年表
2009年8月
北米仕様車「インフィニティ・M56」のCG、写真が公開。
2009年10月
第41回東京モーターショーでY51型フーガ発表。
2009年11月12日
栃木工場でY51型フーガ生産開始。
2009年11月19日
Y51型フーガが発売。
2010年3月18日
北米にて「インフィニティ・M37/M56」が発売。
2010年10月
欧州にて「インフィニティ・M30d」が発売。
2010年11月2日
フーガに「ハイブリッド」が追加。
2011年12月15日
フーガハイブリッドに「Aパッケージ」を追加。
2012年4月25日
HGY51型シーマ発表。
2012年5月21日
HGY51型シーマが発売。
2012年6月13日
フーガ/フーガハイブリッドが一部仕様向上。
2012年7月26日
Y51型三菱・プラウディア/ディグニティが発売。
2013年7月18日
フーガハイブリッドを一部改良。
2013年12月
インフィニティ・Mが「Q70」に改名される。
2015年1月16日
フーガについて、2月中旬に大規模なマイナーチェンジを行うことが発表され、エクステリアデザインを先行公開した。
2015年2月13日
フーガをマイナーチェンジ。
2015年12月21日
フーガを一部仕様向上し、併せて特別仕様車「クール エクスクルーシブ」を発売。
2016年11月30日
三菱・プラウディア、三菱・ディグニティが販売終了となる。
2017年6月15日
シーマをマイナーチェンジ。
2017年11月15日
フーガの仕様向上が発表された（11月28日発売）。
2019年12月23日
フーガおよびシーマの仕様向上が発表された（近日発売）。
2022年8月31日
フーガ及びシーマが生産終了となり、Webカタログへの掲載も終了した。

## 受賞
2010年
- オートカラーアウォード「技術部門賞」（フーガ）
- Ward's AutoWorld magazine「オート・インテリア・オブ・ザ・イヤー（プレミアムカー部門）」（インフィニティ・M）

2011年
- ポピュラーメカニクス「オート・エクセレンス・アワード（ラグジュアリー）」（インフィニティ・M37/M56）